# Mięsień pośladkowy średni

Mięśnie pośladkowe średnie

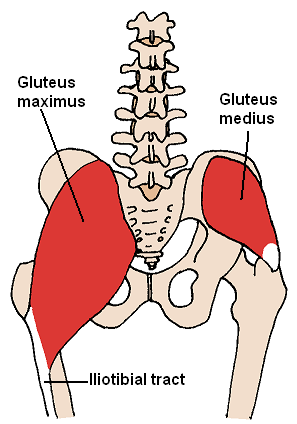
Widok od tyłu: po lewej mięsień pośladkowy wielki, po prawej mięsień pośladkowy średni

Mięsień pośladkowy średni (łac. musculus gluteus medius) – w anatomii człowieka szeroki, gruby, pierzasty mięsień należący do grupy tylnej mięśni grzbietowych obręczy kończyny dolnej, jeden z trzech mięśni pośladkowych. Położony jest pod mięśniem pośladkowym wielkim, powięzią pośladkową i mięśniem naprężaczem powięzi szerokiej. Przyczep początkowy ma na powierzchni pośladkowej talerza kości biodrowej i na powięzi pośladkowej. Włókna tego mięśnia zbiegają się wachlarzowato, przechodzą w krótkie ścięgno, które przyczepia się na powierzchni bocznej krętarza większego kości udowej, w pobliżu jego wierzchołka. Unaczyniony jest przez tętnicę pośladkową górną i tętnicę okalającą udo boczną (od tętnicy głębokiej uda), a unerwiony przez nerw pośladkowy górny ze splotu krzyżowego (L4–S1).
Mięsień pośladkowy średni jest najsilniejszym odwodzicielem uda. Działa podobnie do mięśnia pośladkowego małego. Oba powodują ruchy biodra w trzech płaszczyznach:
- w płaszczyźnie czołowej – oba mięśnie pośladkowe odwodzą udo w stawie biodrowym,
- w płaszczyźnie strzałkowej – części przednie zginają staw biodrowy, części tylne go prostują,
- w płaszczyźnie poziomej – części przednie rotują staw biodrowy do wewnątrz, części tylne na zewnątrz[1][3].

Przy ustalonym udzie tzn. np. podczas stania na jednej nodze zbliżają talerz kości biodrowej do krętarza większego kości udowej unosząc tym samym stronę przeciwną miednicy.

## Znaczenie kliniczne
Osłabienie lub zanik tego mięśnia dają dodatni objaw Trendelenburga. Obustronny niedowład tego mięśnia i mięśnia pośladkowego małego powoduje tzw. chód kaczkowaty. Mięsień ten może być też rozciągnięty długoterminowym spaniem na jednej stronie, przy czym dotyczy to głównie kobiet z szeroką miednicą. Środkiem zapobiegawczym może być wkładanie poduszki pomiędzy uda.